# Lista siturilor arheologice din județul Satu Mare - M
Lista siturilor arheologice din județul Satu Mare - M conține toate siturile arheologice din județul Satu Mare înscrise în Repertoriul Arheologic Național (RAN) și aflate în localități al căror nume începe cu litera M. RAN este administrat de Ministerul Culturii și Patrimoniului Național și cuprinde date științifice, cartografice, topografice, imagini și planuri, precum și orice alte informații privitoare la zonele cu potențial arheologic, studiate sau nu, încă existente sau dispărute.
Puteți căuta un sit din localitățile care încep cu litera M folosind formularul de mai jos sau puteți naviga prin toate siturile din județ la Lista siturilor arheologice din județul Satu Mare.
| Cod RAN                                   | Denumire | Localitate                                | Adresă          | Datare                       | Descoperit | Coordonate                                    | Imagine           | Erori            |
| ----------------------------------------- | --- | ----------------------------------------- | --------------- | ---------------------------- | ---------- | --------------------------------------------- | ----------------- | ---------------- |
| 138217.01.01                              | Situl arheologic de la Moftinu Mic - "Pescărie II" / ansamblu anonim (Categorie: locuire civilă) (Tip: Așezare)                  | sat Moftinu Mic, comuna Moftin            | Pescărie II     | Pișcolt - II                 | 1981       | 47°40′20″N 22°37′30″E / 47.67222°N 22.625°E   | Încărcați imagine | Raportați eroare |
| 138217.01.02                              | Situl arheologic de la Moftinu Mic - "Pescărie II" / ansamblu anonim (Categorie: locuire civilă) (Tip: Așezare)                  | sat Moftinu Mic, comuna Moftin            | Pescărie II     | Baden - Fonyod               | 1981       | 47°40′20″N 22°37′30″E / 47.67222°N 22.625°E   | Încărcați imagine | Raportați eroare |
| 138093.01.01                              | Situl arheologic medieval de la Medieșu Aurit / ansamblu Fundația bisericii romano-catolice (Categorie: locuire) (Tip: Biserică) | sat Medieșu Aurit, comuna Medieșu Aurit   |                 | sec. XVI                     |            |                                               | Încărcați imagine | Raportați eroare |
| 138093.01.02                              | Situl arheologic medieval de la Medieșu Aurit / ansamblu anonim (Categorie: locuire) (Tip: Criptă)                               | sat Medieșu Aurit, comuna Medieșu Aurit   |                 | sec. XVIII                   |            |                                               | Încărcați imagine | Raportați eroare |
| 138093.01.03                              | Situl arheologic medieval de la Medieșu Aurit / ansamblu anonim (Categorie: locuire) (Tip: Așezare)                              | sat Medieșu Aurit, comuna Medieșu Aurit   |                 | Starčevo - Criș              |            |                                               | Încărcați imagine | Raportați eroare |
| 138093.02.01 (Cod LMI: SM-I-m-B-05187.02) | Cetatea de la Medieșu Aurit / ansamblu Cetatea de la Medieșu Aurit (Categorie: locuire civilă) (Tip: Cetate de pământ)           | sat Medieșu Aurit, comuna Medieșu Aurit   | Cetate          | sec. XIII - XIV              |            | 47°47′14″N 23°07′05″E / 47.78722°N 23.11806°E | Încărcați imagine | Raportați eroare |
| 138093.02.02 (Cod LMI: SM-I-m-B-05187.01) | Cetatea de la Medieșu Aurit / ansamblu Ruinele cetății de la Medieșu Aurit (Categorie: locuire civilă) (Tip: Cetate de piatră)   | sat Medieșu Aurit, comuna Medieșu Aurit   | Cetate          | sec. XIII - XIV              |            | 47°47′14″N 23°07′05″E / 47.78722°N 23.11806°E | Încărcați imagine | Raportați eroare |
| 138093.03.01 (Cod LMI: SM-I-s-A-05188)    | Situl arheologic de la Medieșu Aurit - "Șuculeu" / ansamblu anonim (Categorie: locuire) (Tip: Așezare)                           | sat Medieșu Aurit, comuna Medieșu Aurit   | Șuculeu         | dacilor liberi sec. II - III |            | 47°50′00″N 23°07′17″E / 47.83333°N 23.12139°E | Încărcați imagine | Raportați eroare |
| 138093.03.02 (Cod LMI: SM-I-m-A-05188.03) | Situl arheologic de la Medieșu Aurit - "Șuculeu" / ansamblu anonim (Categorie: locuire) (Tip: Necropolă)                         | sat Medieșu Aurit, comuna Medieșu Aurit   | Șuculeu         | Przeworsk sec. IV-V          |            | 47°50′00″N 23°07′17″E / 47.83333°N 23.12139°E | Încărcați imagine | Raportați eroare |
| 138093.03.03 (Cod LMI: SM-I-s-A-05188)    | Situl arheologic de la Medieșu Aurit - "Șuculeu" / ansamblu Grup de cuptoare dacice (13) (Categorie: locuire) (Tip: Cuptor)      | sat Medieșu Aurit, comuna Medieșu Aurit   | Șuculeu         | sec. III - IV                |            | 47°50′00″N 23°07′17″E / 47.83333°N 23.12139°E | Încărcați imagine | Raportați eroare |
| 138093.03.04 (Cod LMI: SM-I-s-A-05188)    | Situl arheologic de la Medieșu Aurit - "Șuculeu" / ansamblu anonim (Categorie: locuire) (Tip: Așezare)                           | sat Medieșu Aurit, comuna Medieșu Aurit   | Șuculeu         | Suciu de Sus                 |            | 47°50′00″N 23°07′17″E / 47.83333°N 23.12139°E | Încărcați imagine | Raportați eroare |
| 138093.05.01 (Cod LMI: SM-II-a-A-05332)   | Ruinele castelului Lonyai de la Medieșu Aurit / ansamblu Ruinele castelului Lonyai (Categorie: construcție) (Tip: Castel)        | sat Medieșu Aurit, comuna Medieșu Aurit   | str. Principală | 1620 - 1657                  |            | 47°28′43″N 23°07′59″E / 47.47864°N 23.13294°E | Încărcați imagine | Raportați eroare |
| 136893.01.01                              | Așezarea medievală timpurie de la Mădăraș- Conducta de Gaz / ansamblu anonim (Categorie: locuire) (Tip: așezare)                 | localitate componentă Mădăraș, oraș Ardud | Conducta de gaz | sec. VIII-IX                 |            |                                               | Încărcați imagine | Raportați eroare |
| 136893.02.01                              | Așezarea de la Mădăraș-La Pășune / ansamblu anonim (Categorie: locuire) (Tip: Așezare)                                           | localitate componentă Mădăraș, oraș Ardud | La Pășune       | dacilor liberi sec. III-IV   |            |                                               | Încărcați imagine | Raportați eroare |
| 138093.04.01                              | Situl arheologic de la Medieșu Aurit - Conducta de gaz / ansamblu anonim (Categorie: locuire) (Tip: Așezare)                     | sat Medieșu Aurit, comuna Medieșu Aurit   | Conducta de Gaz | Otomani - II                 |            |                                               | Încărcați imagine | Raportați eroare |
| 138093.04.02                              | Situl arheologic de la Medieșu Aurit - Conducta de gaz / ansamblu anonim (Categorie: locuire) (Tip: Tumul)                       | sat Medieșu Aurit, comuna Medieșu Aurit   | Conducta de Gaz | Suciu de Sus                 |            |                                               | Încărcați imagine | Raportați eroare |
| 138093.04.03                              | Situl arheologic de la Medieșu Aurit - Conducta de gaz / ansamblu anonim (Categorie: locuire) (Tip: Așezare)                     | sat Medieșu Aurit, comuna Medieșu Aurit   | Conducta de Gaz | sec. I - III                 |            |                                               | Încărcați imagine | Raportați eroare |
| 138093.04.04                              | Situl arheologic de la Medieșu Aurit - Conducta de gaz / ansamblu anonim (Categorie: locuire) (Tip: Așezare)                     | sat Medieșu Aurit, comuna Medieșu Aurit   | Conducta de Gaz |                              |            |                                               | Încărcați imagine | Raportați eroare |